# Iris (planetka)
(7) Iris je čtvrtá největší planetka hlavního pásu (větší jsou jen Vesta, Ceres a Pallas). Objevil ji 13. srpna 1847 John Russell Hind v Londýně. Byla pojmenována po starořecké bohyni duhy Iris.